# Depo Kačerov

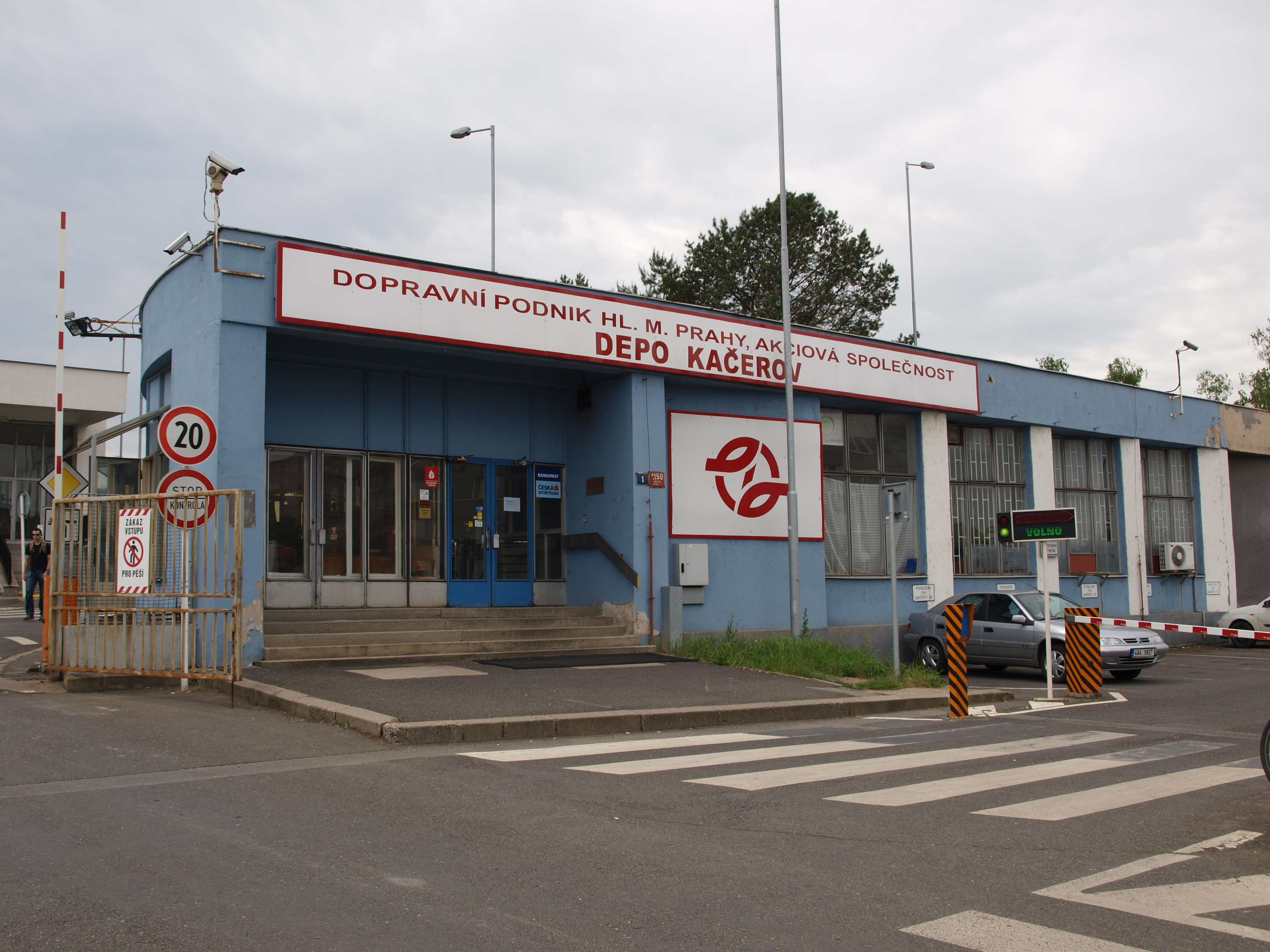
Vrátnice kačerovského depa

Depo Kačerov je jedno ze tří dep pražského metra (zbývajícími jsou Depo Hostivař a Depo Zličín). Kačerovské depo existuje již od roku 1974 a slouží pro vypravování vozů na linku C (do roku 1985 i pro linku A).

## Historie

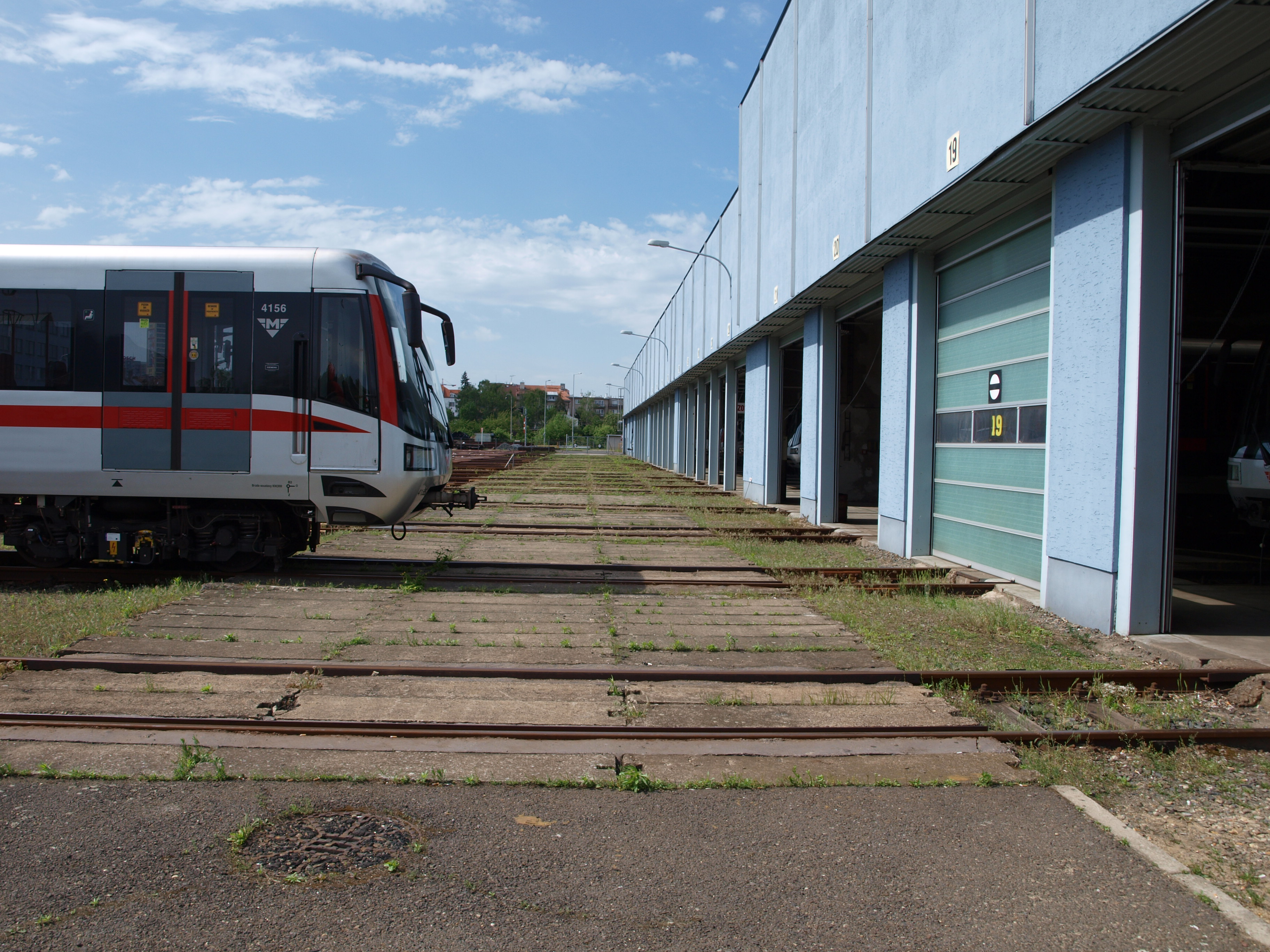
Souprava typu M1 před vjezdem do krytého objektu depa

Historicky první depo pro vozy metra bylo postaveno na Kačerově. Je umístěno na území Prahy 4 a zabírá cca 13 ha. Depo je spojeno vlečkou se železniční stanicí Praha-Krč, což je jediné spojení mezi pražským metrem a běžnou železniční sítí. Zkušební trať v délce 1 417 m je řešena jako splítková kolej s vlečkou. Depo Kačerov bylo určeno pro obsluhu budované trati C a projektované trati B. Plocha halového komplexu depa (4 haly) je 30 725 m². Deponovací kapacita je 185 elektrických vozů metra. V halách je celkem 22 kolejí (15 kolejí pro remizování a provozní ošetření, každá o délce 210 m, 2 koleje pro mytí a ofukování a 5 správkových kolejí). Koleje v hale provozního ošetření jsou v celé délce vybaveny kanály se sníženou boční podlahou. Koleje v remizovací hale jsou vybaveny prohlížecími kanály. Hala pro opravy vyšších stupňů a neplánované vyvazovací opravy byla vybavena přesuvnou, hříží a mostovým jeřábem (hříž a přesuvna byly zrušeny v roce 2003). Přístavek pomocných provozů je vybaven dílnami pro údržbu agregátů pneumatické, elektrické a mechanické výzbroje elektrických vozů metra. K areálu depa přísluší depo pomocných trakčních prostředků, kde se provádí údržba a opravy lokomotiv. Plocha depa pomocných trakčních prostředků je 300 m², počet kolejí v hale je 5 o délce 28 m. V areálu depa se nalézá i požární stanice HZS DP-M a další objekty.
V květnu 1999 byla ukončena rekonstrukce osvětlení haly systémem Intelux. V květnu 2002 byla ukončena akce zateplení haly B. Při této akci byla provedena oprava vratové stěny (vrata lamelová, světlopropustná), oddělení remizovací haly a haly oprav, včetně zrušení přesuvny. Dále byly v hale B provedeny úpravy vyvolané nasazením nových souprav M1, prodloužení kolejí 37 a 38, vybudování prohlížecích lávek na koleji 38 v délce celé koleje a proveden nový rozvod stlačeného vzduchu, včetně úprav v kompresorové stanici. Tato oprava zajistila bezporuchový rozvod vzduchu pro soupravy M1 a 81-71M.